# Marky Ramone and the Intruders (album)
Marky Ramone and the Intruders è il primo studio album della band punk Marky Ramone and the Intruders.

## Tracce
1. Oh, No Not Again – 2:30
2. Can't Take It With You – 2:19
3. I Wants My Beer – 2:04
4. Telephone Love – 2:03
5. Coward With a Gun – 2:01
6. Maybe Tomorrow – 2:12
7. 3 Cheers for You – 2:30
8. Good Luck You're Gonna Need It – 2:47
9. Anxiety – 2:07
10. Back Off – 2:00
11. Man of God – 3:20
12. Holding a Grudge – 2:45
13. Better Things – 2:48

## Formazione
- John Pisano - basso e voce
- Marky Ramone - batteria
- Mark Neuman - voce e chitarra